# Nanjiao (socken i Kina, Sichuan)
Nanjiao (kinesiska: 南郊乡, 南郊) är en socken i Kina. Den ligger i provinsen Sichuan, i den sydvästra delen av landet, omkring 130 kilometer sydväst om provinshuvudstaden Chengdu. Antalet invånare är 14 120. Befolkningen består av 7 105 kvinnor och 7 015 män. Barn under 15 år utgör 15,0 %, vuxna 15-64 år 74 %, och äldre över 65 år 10,0 %.
Genomsnittlig årsnederbörd är 1 606 millimeter. Den regnigaste månaden är juli, med i genomsnitt 392 mm nederbörd, och den torraste är januari, med 12 mm nederbörd.